# هجمات جمهورية الكونغو الديمقراطية 2021
هجمات جمهورية الكونغو الديمقراطية 2021 شنت جماعات مسلحة مختلفة هجمات في جمهورية الكونغو الديمقراطية في عام 2021. وقد أسفرت الهجمات عن مقتل 629 وإصابة 321 (لا تشمل ضحايا المتمردين). كما قتل ما لا يقل عن 82 من الجناة وأصيب واحد في هذه الهجمات.
وطوال فترة النزاع شنت القوات المتمردة غارات ومذابح في جميع أنحاء الكونغو، مما أسفر عن خسائر فادحة في صفوف المدنيين. في أكتوبر 2021 شنت القوات الديمقراطية المتحالفة حملة قصف في أوغندا، مما أدى إلى تدخل الجيش الأوغندي الذي انتهج سياسة الضربات الجوية ضد أهداف القوات الديمقراطية المتحالفة. في المقابل ورد أن الدولة الإسلامية قدمت الدعم لقوات الحلفاء الديمقراطية.
حاولت حكومة الكونغو بقيادة فيليكس تشيسكيدي محاربة التمرد بإعلان الأحكام العرفية، وحققت نجاحًا متباينًا.
أدى الصراع المستمر في المنطقة إلى أزمة إنسانية، حيث قتل مئات الأشخاص على أيدي الجانبين. تمت مداهمات قوافل الأمم المتحدة مما أدى إلى مقتل السفير الإيطالي لوكا أتاناسيو، ربما على يد القوات الديمقراطية لتحرير رواندا. قدرت المفوضية السامية للأمم المتحدة لشؤون اللاجئين أن حوالي 20 ألف مدني نزحوا عدة مرات أثناء الهجمات. وقد أغار المتمردون على العديد من مخيمات اللاجئين لهؤلاء النازحين، مما أدى إلى إدانة من قبل الأمم المتحدة.